# Береке (Талгарський район)
Береке́ (каз. Береке) — село у складі Талгарського району Алматинської області Казахстану. Входить до складу Алатауського сільського округу.
У радянські часи село називалось Казстрой.
Населення — 560 осіб (2021; 419 у 2009, 473 у 1999, 364 у 1989).